# Muskelbiopsie
Die Muskelbiopsie ist ein Verfahren zur Entnahme von Muskelgewebe, das der Diagnostik von Muskelerkrankungen dient; zumeist wird sie in örtlicher Betäubung durchgeführt.

## Entnahme der Muskelprobe
Die Entnahme der Muskelprobe kann üblicherweise ambulant durchgeführt werden.
Zur Biopsie wird zuvor ein Muskel ausgewählt, der von der Krankheit betroffen, aber noch nicht vollständig durch sie zerstört ist. Bei der Auswahl eines geeigneten Muskels können unter Umständen kernspintomographische Untersuchungen oder die Elektromyographie nützlich sein. Der Muskel sollte jedoch nicht vorher durch Elektromyographieelektroden oder eine intramuskuläre Injektion geschädigt worden sein. Bei Verdacht auf eine entzündliche Myopathie wird die Muskelbiopsie möglichst vor Beginn einer Kortikoidtherapie durchgeführt.

### Operative Verfahren
- Bei der offenen Biopsie wird nach örtlicher Betäubung ein Hautschnitt angelegt und der Muskel freigelegt. Danach wird eine Muskelgewebeprobe (etwa 0,5 cm³) entfernt. Anschließend wird die Wunde nach Blutstillung durch Nähte verschlossen. Komplikationen bei der Entnahme wie Wundheilungsstörungen oder eine Infektion sind selten.
- Weniger gebräuchlich ist die Stanzbiopsie, bei der nach örtlicher Betäubung mit einer Biopsienadel eine kleine Muskelgewebeprobe durch die Haut hindurch entfernt wird. Dieses Verfahren ist zwar weniger invasiv, allerdings kann auch nur weniger Muskelgewebe gewonnen werden.

## Versand
Nach der Gewebeentnahme wird das Gewebe in einem mit physiologischer Kochsalzlösung befeuchteten Tupfer zur histologischen Aufarbeitung an ein Institut für Neuropathologie übersandt. Der Transport erfolgt umgehend per Kurier, da die weitere Aufarbeitung enzymhistochemische Färbungen umfasst, die nur am unfixierten frischen Material durchgeführt werden können. Zur Vermeidung von Gefrierartefakten wird das Material zum Versand nicht eingefroren und auch nicht in Flüssigkeit schwimmend versandt.

## Neuropathologische Aufarbeitung
Im neuropathologischen Labor werden nach Orientierung der Probe von einem Teil des Gewebes zunächst Schnitte am Kryostat in Querrichtung der Muskelfasern angefertigt, wobei das Restgewebe im Anschluss tiefgefroren aufbewahrt wird, falls Western-Blot-Untersuchungen erforderlich werden sollten. Weiterhin wird ein Teil der Probe für eventuell erforderlich werdende elektronenmikroskopische Untersuchungen in Glutaraldehyd fixiert und asserviert. Sollte Restmaterial vorhanden sein, wird dies in Formalin fixiert und paraffineingebettet.

### Routineuntersuchungen

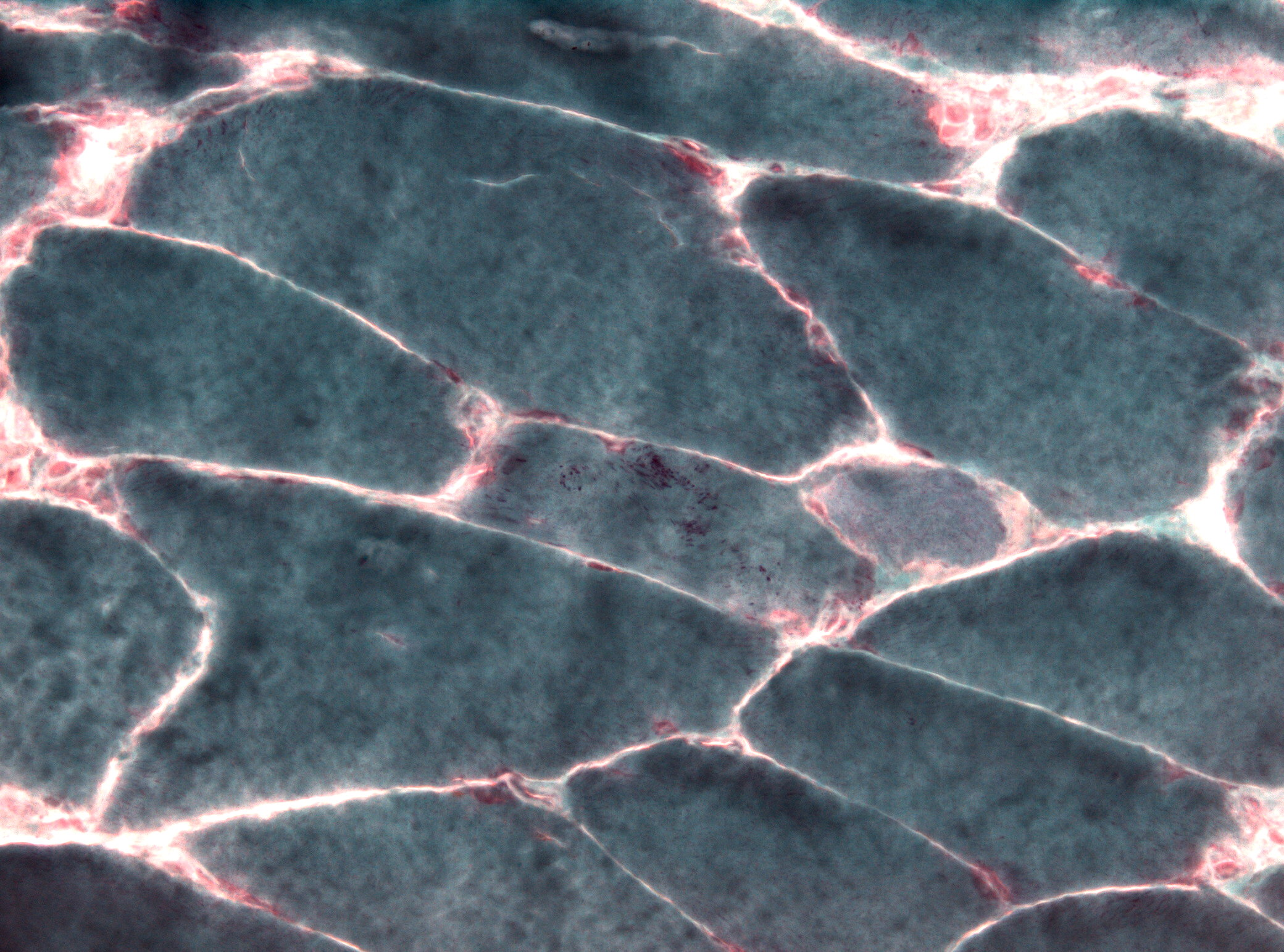
Gomori-Trichrom-Färbung mit Nachweis von Einschlusskörpern bei der Nemalin-Myopathie

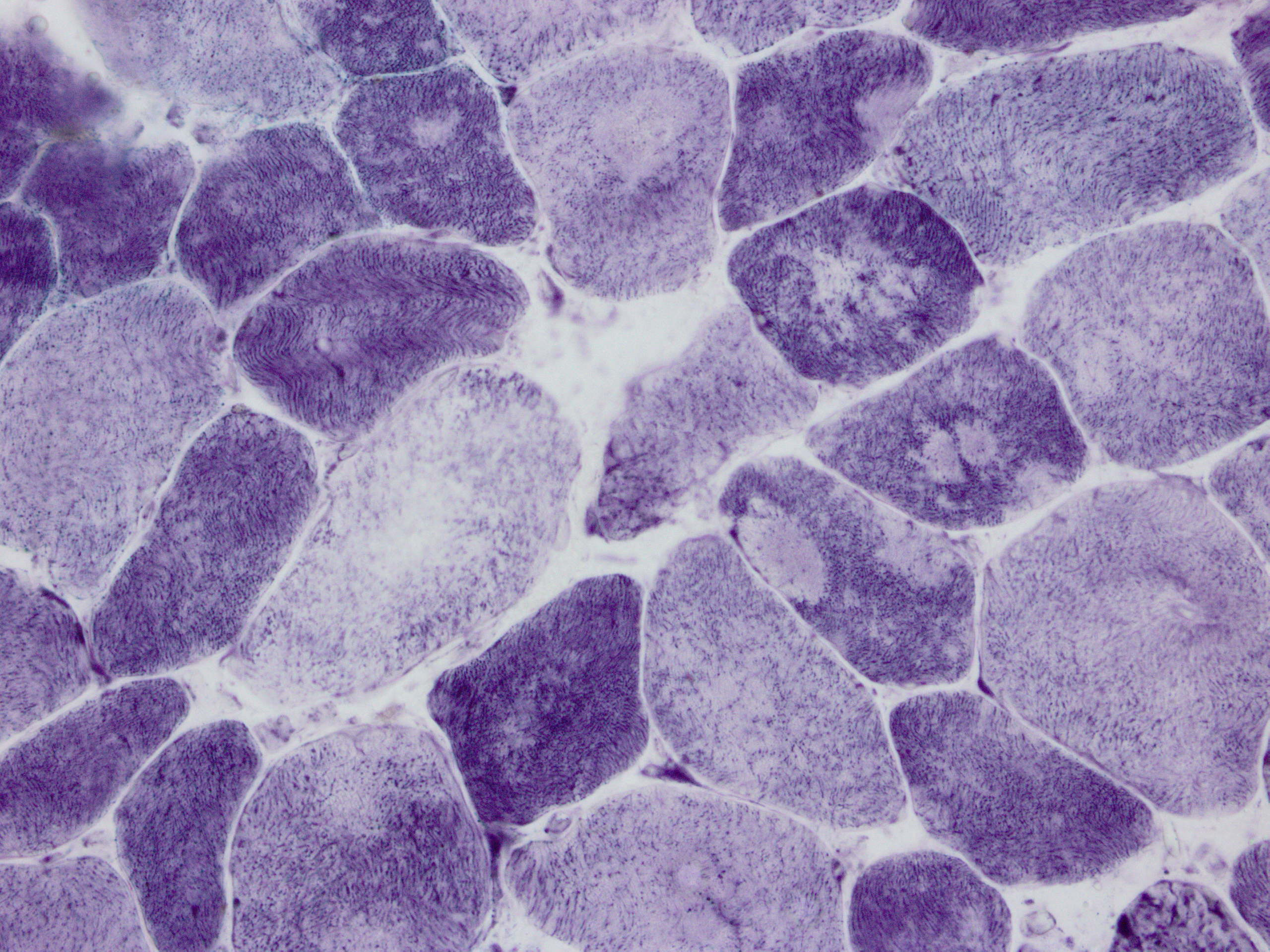
NADH-Färbung mit Störungen des intermyofibrillären oxidativen Netzwerks bei Multicore-Myopathie

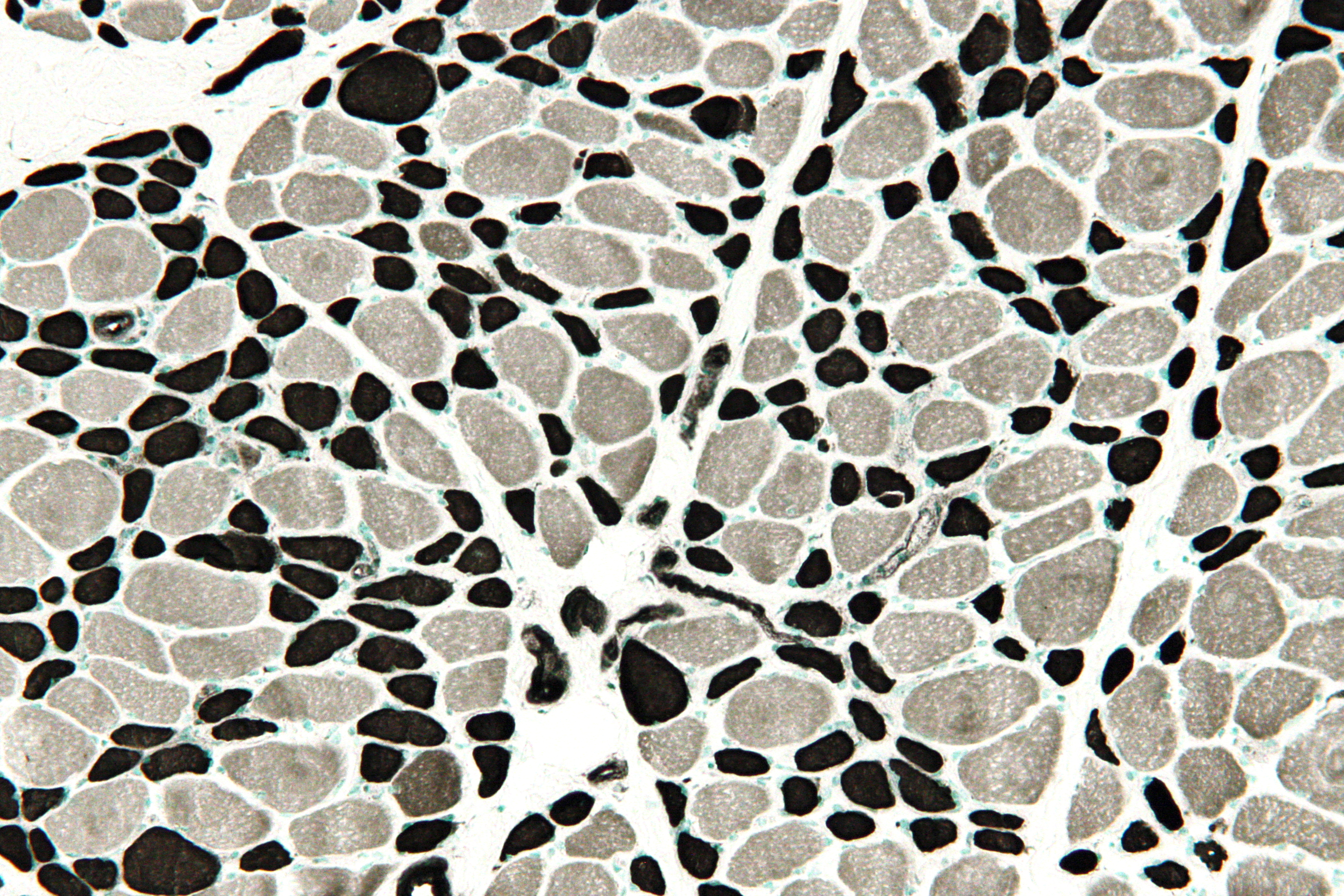
ATPase-Färbung mit Fasertypengruppierung bei chronisch-neurogener Schädigung

Die neuropathologische Untersuchung der Muskelprobe umfasst routinemäßig folgende Färbungen:
- Hämatoxylin-Eosin-Färbung (unter anderem Nachweis entzündlicher Infiltrate zum Beispiel bei Myositis)
- Elastika-van-Gieson-Färbung (EvG) (Nachweis einer Fibrose des endomysialen Bindegewebes zum Beispiel bei Myopathien)
- Modifizierte Gömöri-Trichrom-Färbung (Nachweis von Einschlusskörpern zum Beispiel bei der Nemalin-Myopathie)
- PAS-Färbung (Nachweis einer vermehrten Einlagerung von Glykogen zum Beispiel bei der McArdle-Krankheit)
- Ölrot-Färbung (Nachweis einer vermehrten Lipideinlagerung zum Beispiel bei Mangel der Carnitin-Palmitoyl-Transferase)
- Saure Phosphatase-Reaktion (Nachweis einer vermehrten Makrophagenaktivität zum Beispiel bei entzündlichen Myopathien)
- NADH-Reaktion (Darstellung des intermyofibrillären oxidativen Netzwerks und seiner Störungen zum Beispiel bei Central-Core-Myopathie oder Multicore-Myopathie)
- ATPase-Reaktion bei unterschiedlichen pH-Werten (Nachweis der verschiedenen Fasertypen und deren gestörtes Verteilungsmuster zum Beispiel bei chronisch-neurogener Schädigung)

### Weiterführende Untersuchungen
Bei klinischem Verdacht auf eine Muskeldystrophie schließen sich immunhistochemische Reaktionen unter anderem mit Antikörpern gegen Dystrophin und die Sarkoglykane an. Bei fehlender Reaktion werden die Ergebnisse in einem spezialisierten Labor im Western Blot validiert. Die Messung von Enzymaktivitäten bei metabolischen Myopathien ist Speziallabors vorbehalten, kann aber am asservierten Gefriermaterial nachträglich durchgeführt werden. Andere Spezialuntersuchungen wie zum Beispiel der In-vitro-Kontraktur-Test zum Ausschluss einer malignen Hyperthermie können nur in Speziallabors am frisch entnommenen Gewebe durchgeführt werden.